# فرنسيسكو بلترام
فرنسيسكو بلترام (بالإسبانية: Francisco Beltrame)‏ هو مهندس معماري وسياسي أوروغواني، ولد في 1952 في مونتفيدو في الأوروغواي. حزبياً، نشط في الجبهة العريضة ‏ وMovement of Popular Participation ‏.